# Thomas Fröhling
Thomas Fröhling, född  1963 är en svensk 
författare av barn- och ungdomsböcker, läromedel samt illustratör.